# Joan de la Llera Trens
 Joan de la Llera Trens  (Barcelona 1932-1987) va ser un dirigent esportiu, president de la Federació Catalana de Lluita, de la Federació Catalana de Gimnàstica i de la Unió de Federacions Esportives de Catalunya, entre d'altres.
Va estar vinculat durant els anys cinquanta i seixanta en l'organització de l'esport falangista com a secretari del Comitè Provincial d'Esports de Barcelona de la FET. De 1966 a 1968 va presidir la Federació Catalana de Lluita, de la qual havia estat anteriorment vicepresident, i va deixar el càrrec en ser nomenat president de la Federació Catalana de Gimnàstica, al front de la qual va estar durant dinou anys i es va convertir en el creador del Memorial Joaquim Blume, que el 1969 es va iniciar en la modalitat d'artística masculina amb el nom de Critèrium Internacional Ciutat de Barcelona, al qual afegí el Trofeu Internacional de Catalunya de gimnàstica en la categoria femenina el 1971. També va ocupar la vicepresidència de la Federació Espanyola i va formar part del Comitè Executiu de la Unió Europea. Fou membre fundador de l'Associació Catalana de Dirigents de l'Esport i n'ocupà la presidència des de 1980, quan es va crear, fins al febrer de 1986. El 31 de juliol de 1985 va ser elegit president de la Unió de Federacions Esportives de Catalunya, càrrecs que ocupà fins a l'11 de desembre de 1987, quan va morir en un accident de trànsit. Després de la seva mort, el president del Comitè Olímpic Internacional, Joan Antoni Samaranch, li va concedir l'Orde Olímpic a títol pòstum, ja que també va ser membre del Consell directiu del Comitè Organitzador dels Jocs Olímpics de Barcelona.